# Incheonbrug
De Incheonbrug is een tuibrug bij de Zuid-Koreaanse stad Incheon. De tuibrug werd in 2009 voor het verkeer opengesteld. De totale lengte is 12,3 km, de grootste overspanning ruim 800 meter.
Het is de tweede verbinding tussen het eiland Yeongjong en het vasteland, de stad Incheon.